# 十二町 (指宿市)

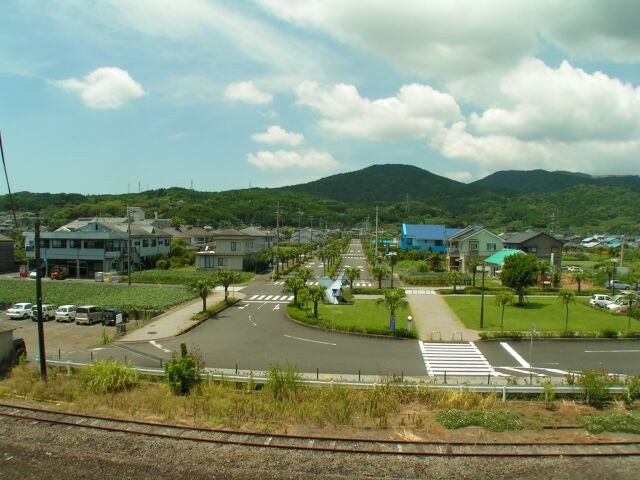
指宿駅西側

十二町（じゅうにちょう）は、鹿児島県指宿市の大字。旧薩摩国揖宿郡指宿郷拾弐町村、揖宿郡指宿村大字十二町、揖宿郡指宿町大字十二町。人口は4,680人、世帯数は2,091世帯（2010年10月1日現在）。郵便番号は891-0403。

## 地理
指宿市の東部に位置し、字域内を西部の山麓を源流とする丹波川、橋牟礼川、山王川が流れる。字域の北方には指宿市十町、西方には指宿市東方、山川成川、東方には指宿市湯の浜、湊、大牟礼にそれぞれ隣接しており、南東部は鹿児島湾に面している。
字域には北方の鹿児島方面から十二町の東部を縦断し、国立病院前交差点から西方の成川バイパスを通り枕崎方面を結ぶ国道226号、国立病院前交差点を起点として鹿児島湾の沿岸を通り山川港からフェリーで大隅半島、宮崎県（終点は宮崎県宮崎市）を結ぶ国道269号、字域の北部の十二町交差点から指宿駅までを結ぶ鹿児島県道240号指宿停車場線、国立病院前交差点から湊を経て西方の大園原までを結ぶ鹿児島県道238号下里湊宮ケ浜線が通っている。
また、字域の東端部を指宿枕崎線が南北に通っており、指宿駅の西口が所在している。
教育機関は北部に指宿市立南指宿中学校、南部に鹿児島県立指宿養護学校が所在している。
字域の南東部には橋牟礼川遺跡があり、1924年（大正13年）に指宿橋牟礼川遺跡として国指定史跡に指定されており、展示施設として指宿市考古博物館が設置されている。

### 河川
- 丹波川
- 橋牟礼川
- 山王川

## 歴史

### 拾弐町村の成立と近世
十二町という地名は江戸期より見え、薩摩国揖宿郡指宿郷（外城）のうちで拾弐町村と表記された。村高（石高）は「郡村高辻帳」では2,851石余、「三州御治世要覧」では2,122石余、「天保郷帳」では2,851石余、「旧高旧領取調帳」では1,920石余と記載されている。
「三国名勝図会」に摺ヶ浜温泉の砂蒸しに関する記述があり、島津光久により藩主の湯治場が設置されたとされる。長井温泉にも休泊所が寛政5年から天保2年まで置かれていた。
江戸時代末期に勃発した薩英戦争の際にイギリス艦隊を砲撃するために、大山崎に砲台が建造された。

### 町村制施行以後
1889年（明治22年）に町村制が施行されたのに伴い、それまでの指宿郷の全域より指宿村が成立し、それまでの拾弐町村は指宿村の大字「十二町」となった。1933年（昭和8年）には指宿村が町制施行し指宿町となり、指宿町の大字となった。
1954年（昭和29年）4月1日に指宿町が今和泉村と合併、同時に市制施行し、指宿市が成立。それに伴い、指宿市の大字「十二町」となる。
1978年（昭和53年）に十二町の一部で住居表示を実施するのに伴い、十二町の一部より湯の浜一丁目から湯の浜六丁目まで、1981年（昭和56年）には十二町の一部より湊一丁目から湊四丁目までが設置された。1988年（昭和63年）7月4日には十二町及び十町の一部より大牟礼一丁目から大牟礼五丁目までが設置された。
2006年（平成18年）1月1日には指宿市が山川町及び開聞町と新設合併し、新制の指宿市となったが、旧指宿市の区域では大字名の変更は無く、住所の表示は従来通り（指宿市十二町）である。

### 字域の変遷
| 実施後                       | 実施年                   | 実施前               |
| ---------------------------- | ------------------------ | -------------------- |
| 湯の浜一丁目から湯の浜六丁目 | 1978年（昭和53年）       | 十二町の一部         |
| 湊一丁目から湊四丁目         | 1981年（昭和56年）       | 十二町の一部         |
| 大牟礼一丁目から大牟礼五丁目 | 1988年（昭和63年）7月4日 | 十二町及び十町の一部 |

## 施設
史跡
- 橋牟礼川遺跡

公共
- 鹿児島県南薩地域振興局指宿庁舎
- 指宿図書館

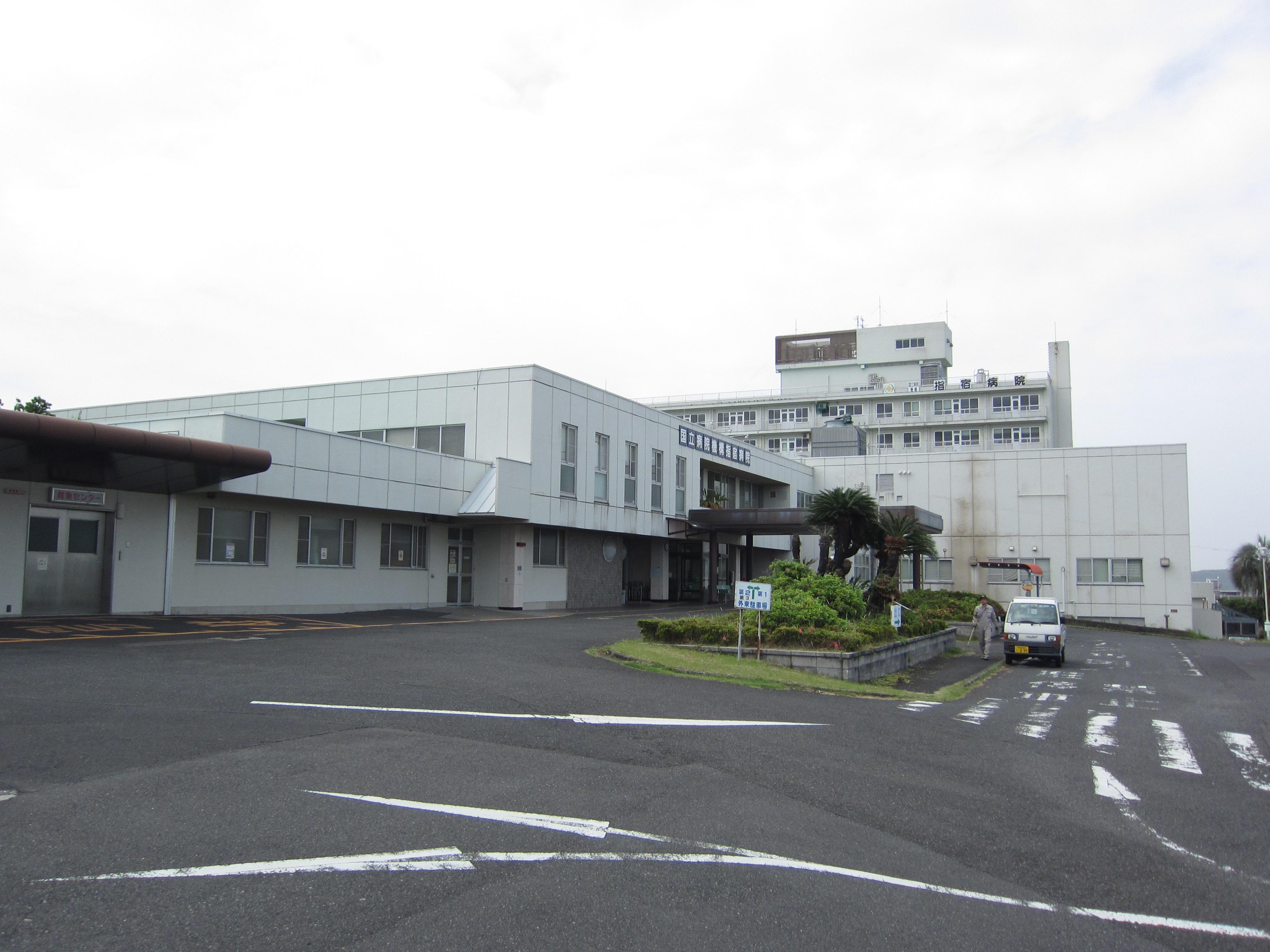
国立病院機構指宿医療センター

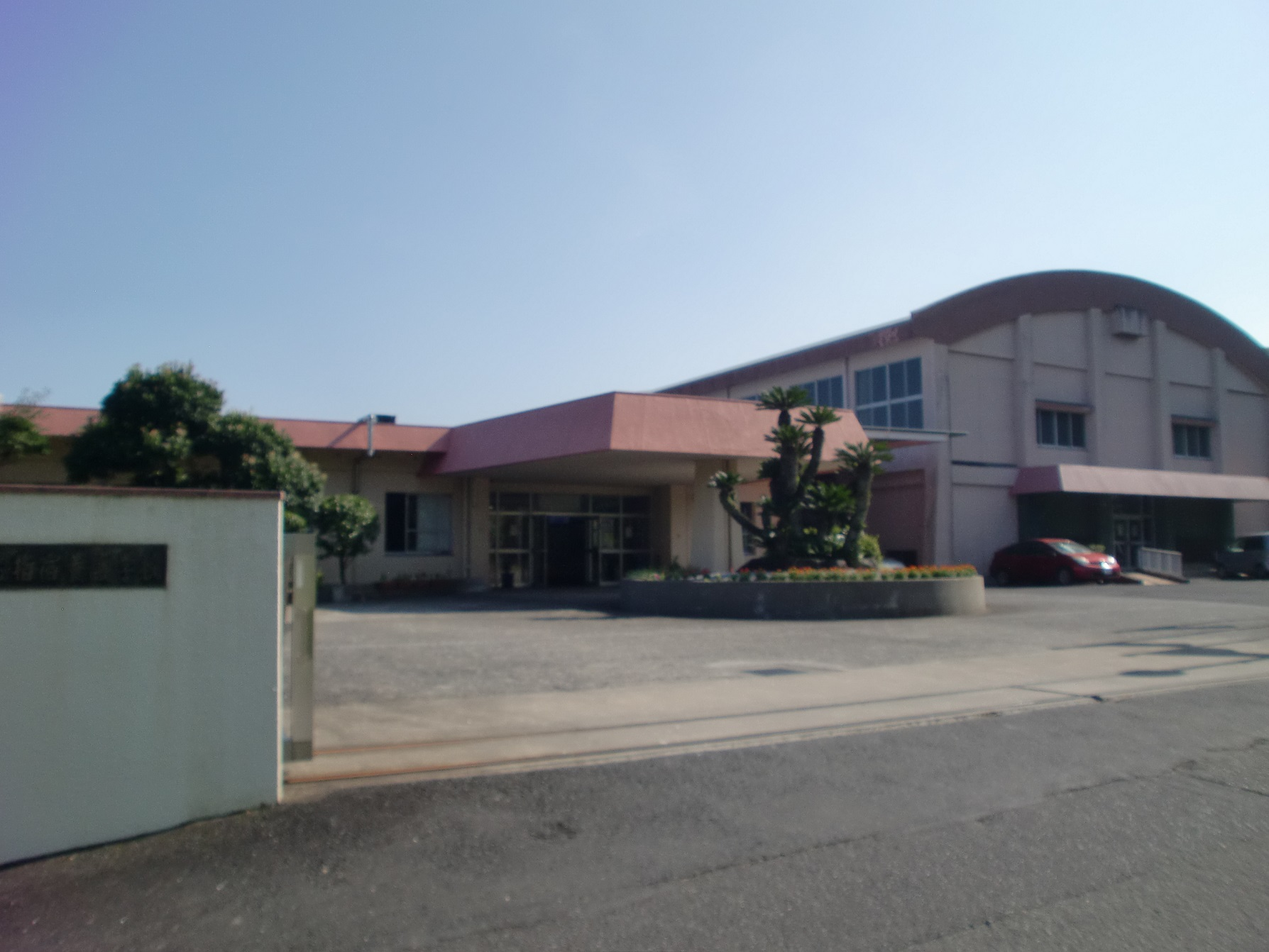
鹿児島県立指宿養護学校

- 指宿市考古博物館（時遊館CoCCoはしむれ）
- 国立病院機構指宿医療センター
- 指宿市営小田墓地公苑
- 指宿市清掃センター

教育
- 指宿市立南指宿中学校
- 鹿児島県立指宿特別支援学校
- コスモス幼稚園
- 聖亜幼稚園

郵便局
- 中小路簡易郵便局
- 指宿丈六簡易郵便局
- 弥次ヶ湯簡易郵便局

寺社
- 山王神社

## 小・中学校の学区
市立小・中学校に通う場合、学区（校区）は以下の通りとなる。
| 大字   | 地区           | 小学校             | 中学校               |
| ------ | -------------- | ------------------ | -------------------- |
| 十二町 | 一部を除く全域 | 指宿市立丹波小学校 | 指宿市立南指宿中学校 |
| 十二町 | 柳田、高野原   | 指宿市立柳田小学校 | 指宿市立南指宿中学校 |

## 交通

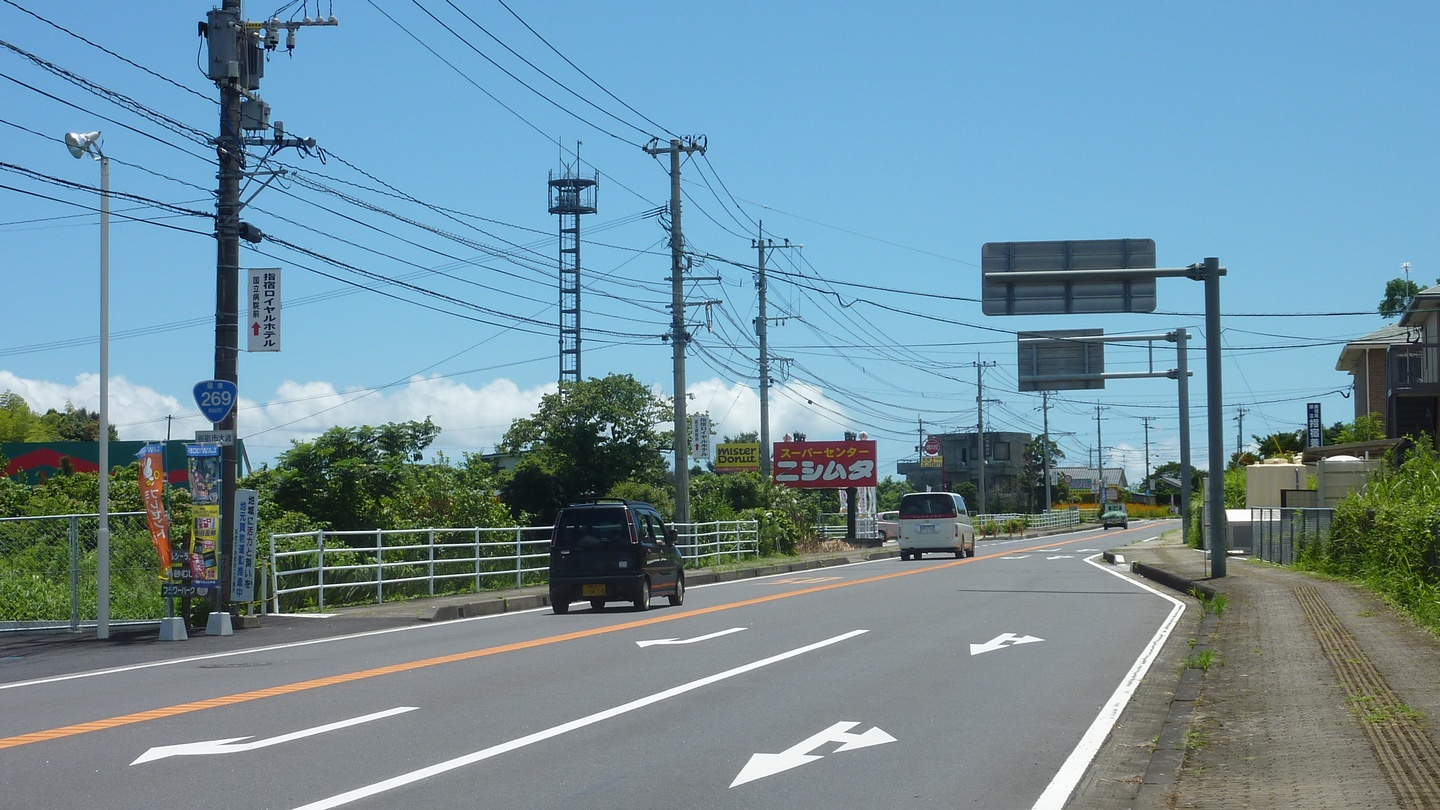
国道269号の起点付近（山川港方面）

### 鉄道
九州旅客鉄道指宿枕崎線
- 指宿駅（西口）

### 道路
国道
- 国道226号
- 国道269号

県道
- 鹿児島県道238号下里湊宮ケ浜線
- 鹿児島県道240号指宿停車場線